# Humboldt-Gymnasium Leipzig
Die Humboldt-Schule, Gymnasium der Stadt Leipzig ist eine Schule unter kommunaler Trägerschaft im Leipziger Ortsteil Reudnitz-Thonberg.
Namensgeber ist der Naturforscher und Geograph Alexander von Humboldt (1769–1859). Das Gymnasium bietet ein naturwissenschaftliches und ein künstlerisches Profil an.
Derzeit besuchen etwa 950 Schülerinnen und Schüler das aus zwei getrennten Gebäuden bestehende Gymnasium.

## Geschichte

### 1910–1945

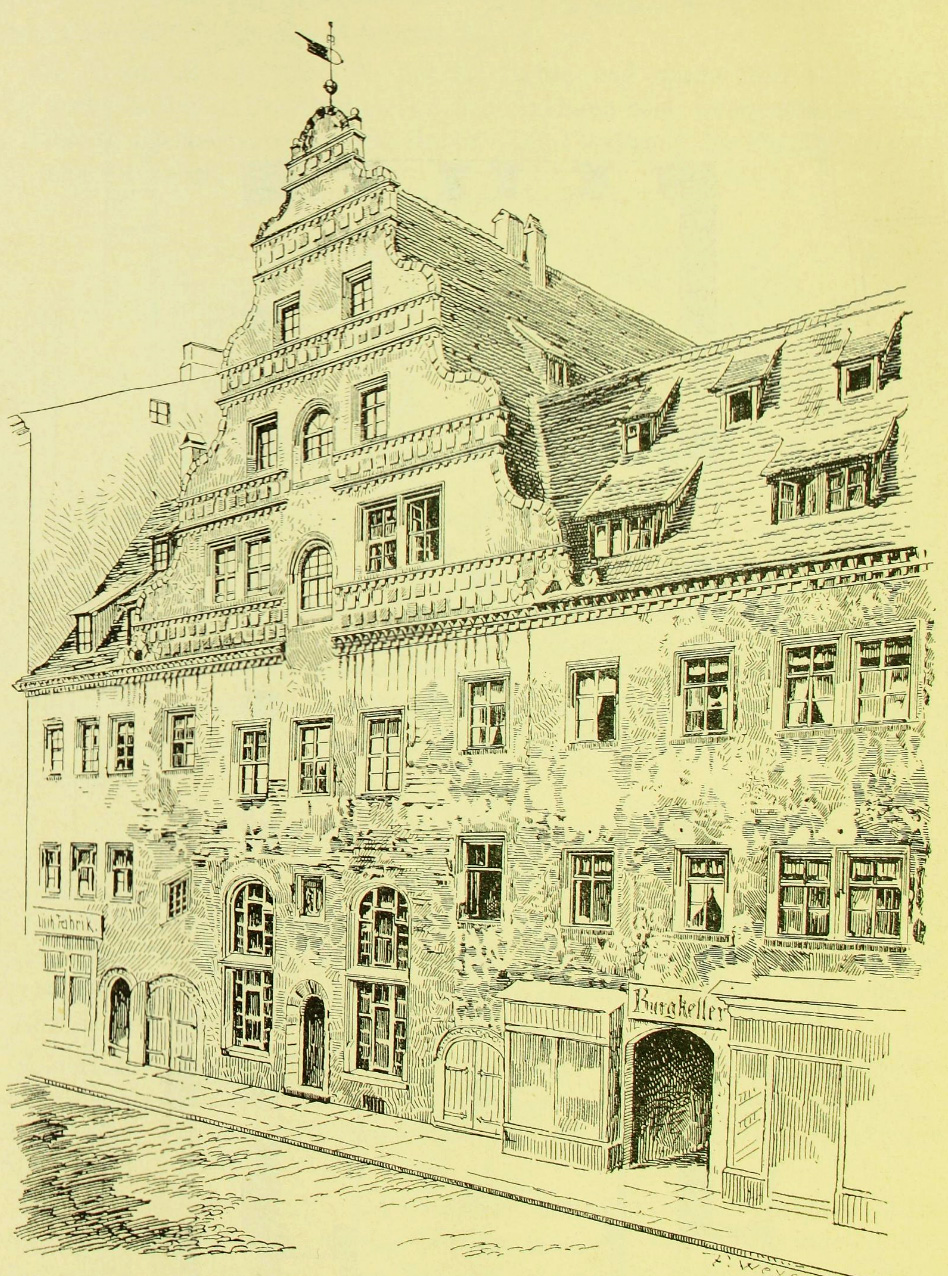
Die ehemaligen Fleischbänke, Vorbild für die Schulgiebel

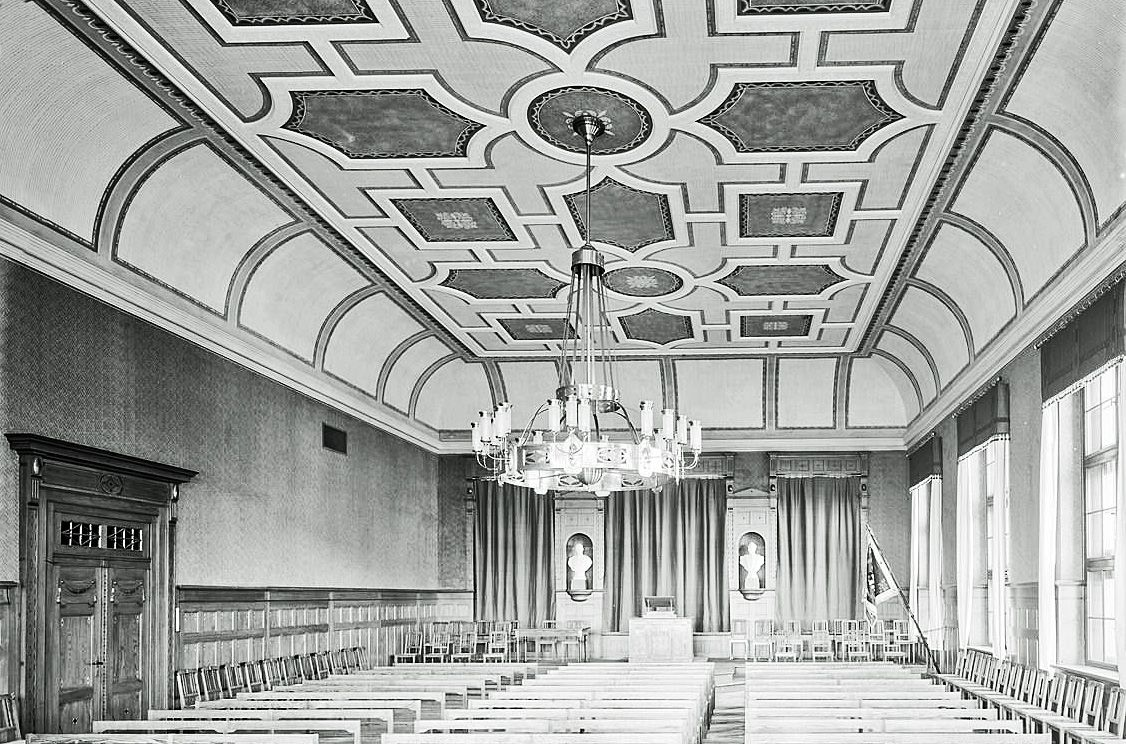
Aula der Schule (um 1910)

Im Jahre 1908 wurde mit dem Bau eines Schulgebäudes in der Möbiusstraße 8 begonnen, das am 5. April 1910 eingeweiht werden konnte. Der Entwurf und die Bauoberleitung lagen in Händen des Stadtbaurats Scharenberg und des Ratsarchitekten Czapek. Die straßenseitigen Ziergiebel wurden dem Renaissancegiebel der Fleischbänke in der Reichsstraße 3/5 nachgebildet, die zur gleichen Zeit dem Neubau des Messehauses Städtischer Handelshof weichen mussten. Es wurde sogar Material daraus in den Schulgiebeln verwendet.
In den Neubau zog die V. Realschule (Städtische Realschule mit Reformrealgymnasium im Mittelbau) ein. Diese trug ab 1927 den Namen Lessing-Schule.
Um Ostern 1920 wurden acht Jahrgänge von Schülern, die im Leipziger Osten wohnten, aus der Leibniz-Schule am Leipziger Nordplatz ausgegliedert und als Oberrealschule im Osten in einem alten Volksschulgebäude am Reudnitzer Stephaniplatz angesiedelt. Zwei Jahre später erhielt diese Oberrealschule ein eigenes Gebäude in der Oststraße 27/29 und wurde 1927 nach Alexander von Humboldt in Humboldtschule umbenannt.
1935 wurde die Humboldtschule mit der Lessingschule an deren Standort in der Möbiusstraße 8 vereinigt. Dabei wurden jedoch nur die Realschulklassen und ein Teil der Lehrerschaft der Lessing-Schule übernommen. Die gymnasialen Klassen wurden an die Ostwald-Schule abgegeben. Die Schule in der Möbiusstraße trug nun den Namen Humboldtschule. In dem Gebäude in der Oststraße wurde eine Aufbauschule mit Namen „Hans-Schemm-Schule“ etabliert.
Im Zuge der Vereinheitlichung des Schulsystems wurde die Humboldtschule 1937 in eine „Höhere Knabenschule der Hauptform“ umgewandelt. Es gab nun 20 Klassen mit 534 Schülern, die von der Sexta bis zur Oberprima mit abschließendem Abitur unterrichtet wurden.
Im Zweiten Weltkrieg wurde ein Teil der Schülerschaft ab 1943 im Kriegshilfsdienst der Luftwaffe als Flakhelfer eingesetzt. Diese Jungen waren in der Flakstellung südlich von Leipzig untergebracht und wurden von ihren Lehrern dort besuchsweise notdürftig unterrichtet. Ab Januar 1945 wurden einige von ihnen sogar zum Einsatz an die Ostfront bei Frankfurt an der Oder abkommandiert.
Am 4. Dezember 1943 gab es einen schweren Bombenangriff auf Leipzig, der auch die Humboldtschule arg in Mitleidenschaft zog. Vier zum nächtlichen Luftschutzwachdienst eingeteilte Schüler, ein Lehrer und der Hausmeister verhinderten durch das Löschen der durch Brandbomben im Dachgeschoss erzeugten Brände größeren Schaden. Die Turnhalle konnten sie nicht retten, sie brannte aus.
Im März 1945 wurde der Schuldienst eingestellt und das Schulgebäude zu Lazarett und Krankenanstalt umfunktioniert.

### 1945–1992
Am 1. Oktober 1945 wurde der Schulbetrieb wieder aufgenommen. Die zerstörte ehemalige Hans-Schemm-Schule in der Oststraße wurde mit der Humboldtschule im Gebäude in der Möbiusstraße vereinigt. Damit kamen nun auch erstmals Mädchen an die Humboldtschule, die bis dahin eine reine Knabenschule gewesen war. Die Jungen überwogen aber noch einige Jahre. Noch 1954 erreichte eine reine Jungenklasse das Abitur.

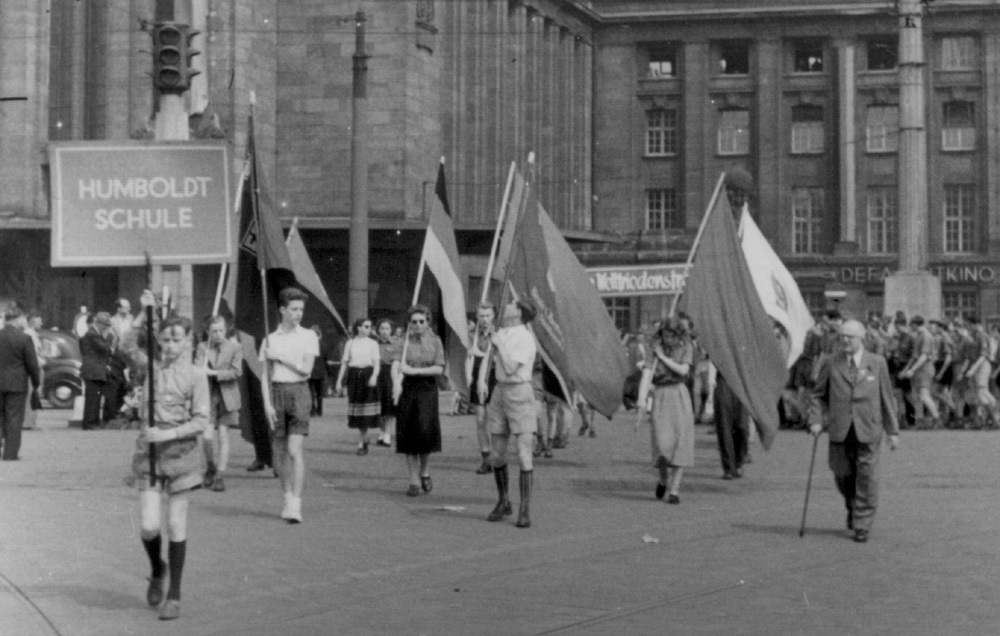
Die Humboldtschule Leipzig bei einer
Demonstration zum 1. Mai (1950er Jahre)

1946 wurde in der Sowjetischen Besatzungszone das „Gesetz zur Demokratisierung der deutschen Schule“ erlassen, das die Grundlage für die von der SED beherrschte Einheitsschule in einem zentralisierten Schulsystem bildete. Alle Lehrer, die der NSDAP oder einer ihrer Gliederungen angehört hatten, wurden entlassen und durch Neulehrer ersetzt. Die Schulstruktur bestand nun in einer achtklassigen Grundschule, an die sich, wenn die Schüler dafür zugelassen wurden, eine vierklassige Oberschule anschloss. So erhielt auch die Humboldtschule einen Grund- und einen Oberschulteil mit zwei Direktoren, zwei Kanzleien usw., wobei das auf dem gleichen Grundstück befindliche benachbarte Schulgebäude mit genutzt wurde.
Am 1. September 1958 wurde die Humboldtoberschule mit der Nikolaischule aus der Heinrichstraße zu einer Oberschule im Gebäude Möbiusstraße 8 vereinigt. Zu diesem Zeitpunkt hatte die Schule 536 Schüler in 18 Klassen. Das Lehrerkollegium umfasste 30 hauptamtliche Lehrkräfte, eine nebenamtliche Kraft und einen hauptamtlichen FDJ-Sekretär. Um die 18 Klassen unterbringen zu können, wurde die Humboldt-Grundschule aufgelöst und auf benachbarte Grundschulen verteilt.
1959 wurde mit dem Gesetz über die sozialistische Entwicklung des Schulwesens in der Deutschen Demokratischen Republik die Grundschule durch die zehnklassige Polytechnische Oberschule (POS) ersetzt. Der Übergang auf die Oberschule erfolgte weiterhin nach der achten Klasse. Die Oberschule hieß nunmehr Erweiterte Oberschule (EOS); aus der Humboldt-Oberschule wurde die Erweiterte Oberschule (EOS) Humboldt.

### 1992–heute
Im westlichen der beiden Hauptgebäude bestand bis 1992 die 27. POS „Kurt Günther“ (benannt nach Kurt Günther (1895–1940), LVZ-Redakteur, NS-Gegner und -Opfer) als eine der wenigen Schulen, in denen bereits ab der 3. Klasse Russisch unterrichtet wurde (siehe: Schule mit erweitertem Russischunterricht).
Das Gebäude der POS wurde nach 1992 eine Grundschule, die den Schulschließungen aufgrund rückläufiger Geburtenzahlen nach der Wiedervereinigung zum Opfer fiel, woraufhin das Humboldt-Gymnasium das gesamte Gebäude zur Nutzung erhielt.
2003 erfolgte die Vereinigung mit dem Felix-Klein-Gymnasium. Dessen Gebäude an der Portitzer Straße 1 blieb zunächst als Nebenstandort des Gymnasiums erhalten, wurde jedoch 2005 geschlossen. Nach einem Umbau wird das Gebäude in der Portitzer Straße von der Adoplh-Diesterweg-Schule genutzt.

## Unterricht
Die Schule erprobte 2006 erfolgreich die Ganztagsschule für die Sekundarstufe I sowie den Blockunterricht, wobei zwei Stunden desselben Faches hintereinander ausgeführt werden.

### Profilbildung
Im naturwissenschaftlichen Profil vertiefen die Schüler ihre Fähigkeiten zu interdisziplinärem Denken und Arbeiten, entwickeln Kommunikations- und Problemlösefähigkeiten und erwerben Kompetenzen in der Anwendung von Fach- und Experimentiermethodik.
Im künstlerischen Profil erweitern und vertiefen die Schüler Kenntnisse und Fähigkeiten auf der Basis der Fächer Darstellendes Spiel, Musik und Kunst, vor allem aber ihre ästhetische, künstlerische und kulturelle Praxis.
Im gesellschaftswissenschaftlichen Profil vertiefen die Schüler ihre bereits erlernten Inhalte in den Themenbereichen der Internationalen Politik, sowie der EU und weiteren Themen die auf den GRW Unterricht aufbauen. Dabei lernen die Schüler sich kritisch mit politischen Themen auseinanderzusetzen und ihre Meinung auszudrücken.

### Fremdsprachen
An der Humboldt-Schule werden folgende Fremdsprachen gelehrt:
Als erste Fremdsprache ab Klasse 5:
- Englisch

Als zweite Fremdsprache ab Klasse 6:
- Französisch (Möglichkeit zur Vorbereitung auf den Erwerb der DELF-Zertifikate)
- Spanisch

Neben dem üblichen Fremdsprachenunterricht bietet die Humboldt-Schule vermehrt herkunftssprachlichen Nachmittagsunterricht für Kinder mit Migrationshintergrund an.

## Außerhalb des Unterrichts

### Bibliothek
Die seit 1991 bestehende Schulbibliothek ist die erste Einrichtung dieser Art an einem Leipziger Gymnasium. Sie verfügt über einen umfangreichen Bestand an Fachliteratur und Belletristik für Schüler aller Klassenstufen. Mit 35 Arbeits- und zehn Computerplätzen mit Internetanschluss bietet die Bibliothek einer gesamten Klasse oder einem Kurs ausreichend Raum und wird im Fachunterricht sowie in der Freiarbeit, in Freistunden, Pausen oder während Projekttagen sehr gern und häufig von Schülern und Lehrern genutzt.

### Schülermitwirkung
Die Schülervertretung wird aktiv an der Schulorganisation beteiligt. Die Schülersprecher haben mindestens eine wöchentliche Besprechung mit der Schulleitung und tagen alle ein bis zwei Monate mit sämtlichen Klassensprechern; mindestens zweimal im Schuljahr berufen sie eine Vollversammlung ein.
Die wichtigste kontinuierliche Arbeitsgemeinschaft des Schülerrates bildet der so genannte Schulclub. Dieser besteht aus den Schülersprechern und weiteren festen Mitarbeiterinnen und Mitarbeitern aus allen Jahrgängen, sowie der amtierenden Vertrauenslehrerin oder dem Vertrauenslehrer. Der Schulclub organisiert unter anderem die Schulfeste und gibt wesentliche Impulse für das Schulleben.

### Projekte
Der Jugendchor der Humboldt-Schule Leipzig entstand im Schuljahr 1987/88. In Zusammenarbeit mit dem Jugendkammerorchester „musica viva“ wurde auch chorsinfonische Musik aufgeführt. Konzertreisen führten unter anderem nach Argentinien und in die Schweiz. Die erste CD-Aufnahme des Chores entstand im Schuljahr 1994/1995, als in Co-Produktion mit der Westsächsischen Philharmonie und mehreren Solisten Mozarts Requiem in der Leipziger Lukaskirche aufgeführt wurde. Der Jugendchor existiert in dieser Form nicht mehr.

### Kooperationen
Die Schule führt Schüleraustausche mit Partnereinrichtungen in verschiedenen Ländern durch.

### Streitschlichter
Um Konfliktstrategien anzubieten, werden Schülerinnen und Schüler als so genannte Streitschlichter ausgebildet. Sie sind für Mitschüler da, die sich im Falle eines Konflikts an sie als Vermittler wenden können. Die Humboldt-Schule setzt auf diese so genannten Peer-Educators – Jugendliche, die ausgebildet werden für Beratung ihrer Altersgruppe –, da sich erfahrungsgemäß viele Streitigkeiten ohne Erwachsene demokratischer und nachhaltiger lösen lassen.

### Schule ohne Rassismus – Schule mit Courage
Seit dem 8. März 2003 ist das Humboldt-Gymnasium Leipzig Mitglied im größten deutschen Schulnetzwerk Schule ohne Rassismus – Schule mit Courage. Die Schüler und Lehrer verpflichten sich damit, aktiv gegen Rassismus vorzugehen und mit entsprechenden Projekten und schülerbestimmten Aktivitäten Menschenrechtserziehung zu fördern.

### Förderverein
An der Humboldt-Schule besteht der Förderverein Humboldt-Gymnasium e. V. Sein Zweck ist die ideelle und materielle Unterstützung der schulischen Arbeit des Humboldt-Gymnasiums. Das geschieht insbesondere durch die Bemühung um Fördermittel und sonstige einzuwerbende finanzielle Mittel, die dann wie die Jahresbeiträge der Vereinsmitglieder auf Beschluss der Mitgliederversammlung in Absprache mit der Schulkonferenz durch den Vorstand für Aufgaben der Schule fördernd eingesetzt werden können.
Die Mitglieder des Vereins können aber auch die Humboldt-Schule in ihrer inhaltlichen Arbeit unterstützen. Sie achten ebenfalls auf die Chancengleichheit für alle Kinder und Jugendlichen bei Wahrung ihrer Individualität.

## Bekannte Humboldtianer
- Wolfram Behrendt – Mediziner, Direktor der HNO-Universitätsklinik Leipzig
- Katharina Bendixen (* 1981) – Autorin
- Wolfgang Bock (1935–2008) – Neurochirurg, Direktor der neurochirurgischen Universitätsklinik Düsseldorf
- Christoph Göbel – Komponist
- Bruno Griesel – Maler, Zeichner und Druckgrafiker
- Beate Hanspach – Dramaturgin
- Susanne Heinrich – Schriftstellerin
- Gerhard Helbig – Germanist, Gründervater des ersten Lehrstuhls im gesamten deutschsprachigen Raum für Deutsch als Fremdsprache am Herder-Institut Leipzig
- Manfred Kobuch – Historiker
- Heinz Lohse – Mathematiker und Erziehungswissenschaftler, Initiator und Hauptautor der Festschrift zum 100-jährigen Bestehen des Schulgebäudes (siehe unter Literatur)
- Artur Lösche – Physiker, Begründer der Leipziger Schule der Kernspinresonanzspektroskopie an der Universität Leipzig
- René Meyer – Journalist und Autor, Kurator vom Haus der Computerspiele
- Rudolf Münze – Chemiker, Mitglied der Akademie der Wissenschaften der DDR
- Horst Schumann – Mathematiker, Direktor der Sektion Mathematik der Karl-Marx-Universität Leipzig
- Rudolf Skoda – Architekt des Neuen Gewandhauses Leipzig
- Johannes Wenzel – Germanist, Direktor des Herder-Instituts Leipzig
- Eberhard Zeidler – Mathematiker, erster Geschäftsführender Direktor des Max-Planck-Instituts für Mathematik in den Naturwissenschaften in Leipzig